# 坎帕纳里乌
坎帕纳里乌是巴西米纳斯吉拉斯州的一个市镇。总面积441.421平方公里，总人口3592人，人口密度8.1人/平方公里。